# RSK MiG-41
Bei der MiG-41 handelt es sich um ein Projekt zur Entwicklung eines Abfangjägers für hohe Geschwindigkeiten, der die MiG-31 ersetzen soll. Die Existenz des Projektes wurde Ende 2015 von MiGs Generaldirektor Sergei Korotkow Journalisten gegenüber eröffnet.
Während die Bedeutung von klassischen Abfangjägern weltweit zugunsten von Mehrzweckjägern zurückgegangen ist, betrieb die russische Luftwaffe 2016 noch 135 MiG-31. Hauptgrund dafür ist, dass Russlands weitläufige Landmassen sich nicht mit „normalen“ Jagdflugzeugen flächendeckend verteidigen lassen. Die letzte Ausbaustufe der MiG-31, die MiG-31BM, wird noch bis 2028 in Dienst bleiben können, bevor die Flugzeugzellen ihre maximale Lebensdauer erreichen. Deshalb sollte nach ursprünglicher Planung schon ab 2020 ein Nachfolgemuster zur Verfügung stehen. Diese Planungen hatten 2010 schon begonnen. Vorarbeiten begannen 2013 und 2018 wurde der Bedarf formalisiert. Rostec verkündete 2021 den Beginn der Entwicklungsphase.
Es wurden nie technische Daten zur MiG-41 bekannt. Das Mitglied der Duma und Mitglied des Verteidigungsausschusses Alexander Petrowitsch Tarnajew hatte 2014 nach dem Testpiloten Anatoli Nikolajewitsch Kwotschur von einer Geschwindigkeit von 4 bis 4,3 Mach geredet. Diese Geschwindigkeitsangaben von Mach 4–4,3 sowie die Verwendung von Staustrahltriebwerken sind reine Spekulation.
Nach russischen Angaben reiche der Kampfradius des Flugzeugs bis in den Weltraum. Es existiert noch kein Triebwerk für die verkündeten Leistungen.
Dem russischerseits geäußerten Plan eines Erstfluges 2025 widersprechen Meinungen, dass das Flugzeug überhaupt nie fliegen werde. Das Flugzeug diene der Luftfahrtindustrie als Täuschung für die russischen Politiker und nicht als entwicklungsfähiges Projekt.